# 森臨太郎
森 臨太郎（もり りんたろう、1970年9月17日 - ）は、日本および英国の小児科医師、政治家。兵庫県宝塚市長（1期）。元国連職員。

## 来歴・人物
兵庫県西宮市出身。小学校3年までは尼崎市の尼崎市立武庫南小学校に、4年からは西宮市の西宮市立鳴尾北小学校に通う。長野県小谷村の真木共働学舎で夏休みを過ごし、さまざまな障がいとともに生きる人たちと、助け合って自給自足の小さな社会の一員となる経験から、お互いに支えあって暮らす社会のあり方を実体験から学ぶ。
六甲学院中学校・高等学校を経て、1989年4月岡山大学医学部入学。阪神・淡路大震災では、医療ボランティアチームの一員として、神戸市長田区の保健所で活動。
1999年3月、岡山大学大学院医学研究科博士課程修了。2004年9月、ロンドン大学熱帯医学・公衆衛生学大学院疫学修士課程修了。その後、国内外での幅広い市民参加型の医療や社会政策の研究・立案・導入の経験を積む。大阪大学大学院医学研究科・特任教授、関西学院大学客員教授、京都大学客員教授を務める。
2018年からは国連人口基金で、国連職員としてアジア太平洋地域の少子高齢化関連政策を担当。2021年からは兵庫県宝塚市とタイ・バンコクの二拠点生活を送る。
2023年、国連を退職し、大阪大学大学院医学系研究科の特任教授に就任。宝塚市に定住する。
2025年2月4日、元宝塚市長の中川智子を支えた市民グループの要請を受けて、任期満了に伴う宝塚市長選挙に立候補する意向を表明した。
同年4月13日に行われた宝塚市長選挙に立憲民主党や日本共産党、社民党の県議・市議の支援を受けて立候補。自民党と日本維新の会が推薦する元宝塚市議会議員の大川裕之、斎藤元彦知事の支持を訴える元県議の小西彦治ら2候補を破り初当選した。
※当日有権者数：188,029人 最終投票率：36.97%（前回比：5.68pts）
| 候補者名 | 年齢 | 所属党派 | 新旧別 | 得票数   | 得票率 | 推薦・支持                       |
| -------- | ---- | -------- | ------ | -------- | ------ | -------------------------------- |
| 森臨太郎 | 54   | 無所属   | 新     | 33,459票 | 48.86% |                                  |
| 大川裕之 | 50   | 無所属   | 新     | 27,505票 | 40.17% | （推薦）自由民主党・日本維新の会 |
| 小西彦治 | 53   | 無所属   | 新     | 7,512票  | 10.97% |                                  |

## 略歴
- 1995年 - 淀川キリスト教病院・岡山大学病院・国立福山病院での小児科研修医・レジデント
- 1999年 - 国立福山病院小児科医師・付属看護学校講師
- 2000年 - オーストラリア・アデレード母子病院新生児科中級専門医
- 2003年 - オーストラリア・キャンベラ総合病院　新生児科コンサルタント（上級医）
- 2004年 - 英国・国立母子保健共同研究所　リサーチフェロー
- 2007年 - 大阪府立母子保健総合医療センター・企画調査室長（世界保健機関勤務中は休職）
- 2008年 - 世界保健機関・テクニカルオフィサー（本部、P‐4）
- 2009年 - 東京大学大学院・医学研究科・国際保健政策学・准教授
- 2011年 - 一般社団法人・国際母子保健共同研究所・所長
- 2012年 - 国立成育医療研究センター・政策科学研究部長
- 2018年 - 国連人口基金・地域アドバイザー（アジア太平洋地域事務所、P‐5）アジア太平洋地域の少子高齢化に関する政策支援担当
- 2023年 - 大阪大学大学院医学系研究科 特任教授。SPACe: Social Policy Action Collective・代表

## 著書
- 『イギリスの医療は問いかける 良きバランスへ向けた戦略』（2008年）（医学書院）
- 『持続可能な医療を創る グローバルな視点から見た提言』（2013年）（岩波書店）
- 『ひとの病いと社会の病い』（2025年）（個人出版）

## 共著
- 『科学的根拠に基づいた新生児慢性肺疾患の診療指針 改訂2版』（田村正徳、森臨太郎編集）（2010年）（メディカ出版）
- 『ほんとうに確かなことから考える妊娠・出産の話 コクランレビューからひもとく』（森享子共著）（2018年）（医学書院）